# Cửu Trại Câu (huyện)

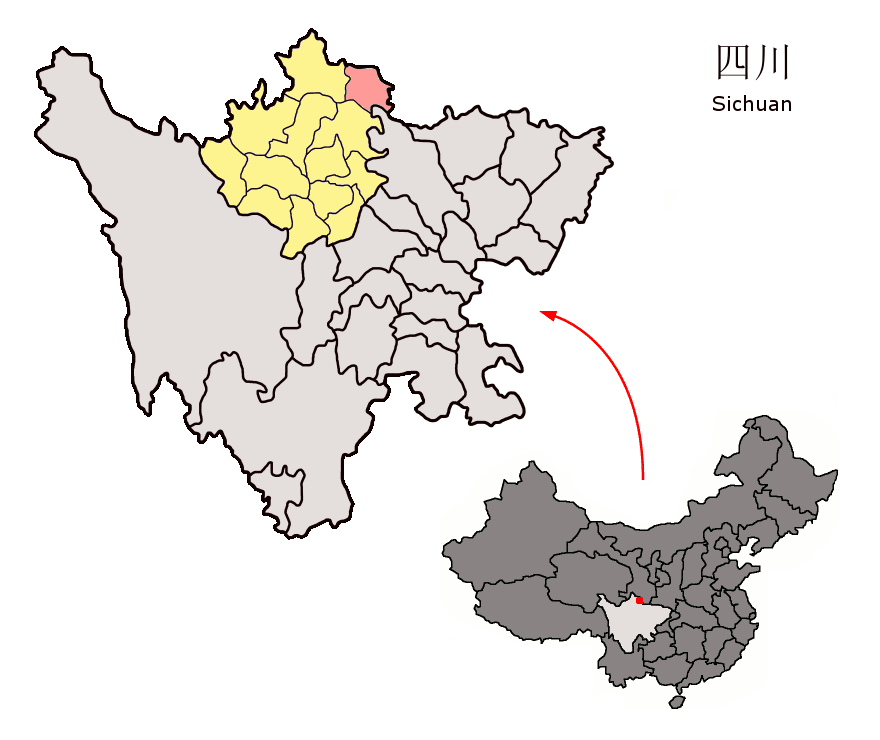
Vị trí huyện Cửu Trại Câu trong Tứ Xuyên

Cửu Trại Câu (chữ Hán giản thể:九寨沟县, pinyin: Jiǔzhàigōu Xiàn, âm Hán Việt: Cửu Trại Câu huyện) là một huyện thuộc châu tự trị A Bá, tỉnh Tứ Xuyên, Cộng hòa Nhân dân Trung Hoa. Huyện này có dân số năm 1999 là 56.167 người Mã số bưu chính là 626.600
Nơi đây có Khu thắng cảnh Cửu Trại Câu được UNESCO công nhận là Di sản thế giới vào năm 1992 và khu dự trữ sinh quyển thế giới vào năm 1997.